# 我來自紐約
《我來自紐約》（英語：The Kid from the Big Apple）是一部2016年由張爵西執導馬來西亞電影，由狄龍、宣萱、陳沁霖和陳智深演出。
2017年11月16日，此電影的續集《我來自紐約2：當我們在一起》在馬來西亞上映，
劇中林淑嫻一角改由吳天瑜飾演。

## 普通版劇情
而本片叙述是有關Sarah和媽媽淑娴在美國紐約長大後，由於工作不便，故此把其女兒送回馬來西亞和她的外公阿根生活一段日子。在紐約生活了12年的Sarah，便開始和外公面對中外文化問題，其次是每當想念媽媽、外公，鄰居們和同齡小朋友的熱情與友善,讓她慢慢打開心房。而在與外公的相處之中，她也慢慢瞭解媽媽和外公對傳統文化的執著。當離別時，小朋友們也難免哭別。

## 中国版内容
雍哲文化的老板丁雍哲以授权的身份买下了张爵西这部电影的剧本版权，开拍中国版本的《我来自纽约》。中国版本的《我来自纽约》将会在2018年上映。2020年5月9日，该片首映礼在移动电影院落幕。

### 主题曲
电影出品人丁雍哲更力邀中国著名词人冰洁担纲创作主题曲《最亲的人》。而担纲电影主题曲创作的著名词人冰洁，正是耕耘于这种传统文化与现代情愫交织的清新派词人，具有深厚的创作功底和生活体验，使影片更接中国地气，可谓是天作之合！但这首歌曲由于某些因素，演唱者却变成雷佳。2020年，由于新冠肺炎来袭，这首歌却突然变成了抗疫公益歌曲，并且由余惠承演唱。因此《我来自纽约》中国版的电影主题曲记载目前是不明。

### 关于《我来自纽约》中国版
关于《我来自纽约》，丁雍哲用“创新”二字来概括。首先是剧本以海外华人的视野展开对中国传统文化价值观的认知，再就是在演员的搭配上金马影帝狄龙与素人演员阵容组合，在电影主题歌的制作上，邀请知名作词作曲家创作，剧中穿插素人小演员的插曲，以著名女高音歌唱家张也来压轴演唱主题歌，而张也歌曲风格的创新转变也是一大亮点。幕后制作亦是由从业近三十年电影界专家与80后新人搭配组合完成。

### 剧情
而本片叙述是有關林思家和媽媽淑娴在美國紐約長大後，由於工作不便，故此把其女兒送回广州和她的外公阿根生活一段日子。在紐約生活了12年的林思家，便開始和外公面對中外文化問題，其次是每當想念媽媽、外公，鄰居們和同齡小朋友的熱情與友善,讓她慢慢打開心房。而在與外公的相處之中，她也慢慢瞭解媽媽和外公對傳統文化的執著。當離別時，小朋友們也難免哭別。
注：阿根打淑娴一巴掌的场面上，阿根在中国版里的对白和普通版的对白有所差异。如：
“你是华人，为什么要去念洋书？”（普通版）
“你是中国人，为什么要去念洋书？”（中国版）
些许的内容，有很多普通版本的对白改成中国版，如：
“明明是华人”（普通版）
“明明是中国人”（中国版）
“讲华语，OK？！”（普通版）
“讲中文！可以吗？！”（中國版）

## 主要演員
| 演員   | 角色             |
| 狄龍   | 林春根           |
| 宣萱   | 林淑嫻（Sophia） |
| 陳沁霖 | 林思家（Sarah）  |
| 陳智深 | 張家寶（阿寶）   |
| 林家冰 | Ivy              |
| 张宝权 | Hero             |

## 製作
該片由馬來西亞三人行電影工作室進行拍攝工作，於2015年中，位於吉隆坡友力花園（蕉賴花園前身）取景進行拍攝的。而主要投資者徐若瑄也是首次擔當監製一職。

## 事件
在2015年12月14日，該片在《第7届澳门影展》得了4項大奖，張爵西為最佳编剧、狄龍為最佳男主角、宣萱為最佳女配角，以及陳沁霖為最佳新人。至於香港方面，由於該片是2016年4月21日才上映，所以不會於香港電影金像奖入選名單的。
2016年3月4日，該片藝人宣萱和狄龍，於出席馬來西亞首映時，發表有關趣事。
2016年4月14日，該片藝人狄龍和陳沁霖所提及，和監製徐若瑄合作愉快。
2016年4月24日，該片藝人宣萱和狄龍，接受東網on.cc訪問，說述於馬來西亞有關拍攝要安排警車處理難事。

## 音樂

### 普通版
| 曲別   | 歌名           | 作曲            | 作詞   | 演唱   |
| ------ | -------------- | --------------- | ------ | ------ |
| 主題曲 | 《小天地》     | 宇田、 黃子達   | 張爵西 | 宇田   |
| 插曲   | 《但願可以》   | Robert Burns    | 張爵西 | Olive  |
| 插曲   | 《陪我看日出》 | Moriyama Ryouko | 梁文福 | 蔡淳佳 |

### 中国版
| 曲別   | 歌名         | 作曲 | 作詞 | 演唱 |
| ------ | ------------ | ---- | ---- | ---- |
| 主題曲 | 《最亲的人》 | 孟勇 | 冰洁 | 张也 |

## 獎項
| 頒獎典禮                 | 獎項                 | 名字       | 結果 |
| ------------------------ | -------------------- | ---------- | ---- |
| 澳門國際電影節（第7屆）  | 最佳男主角           | 狄龍       | 獲獎 |
| 澳門國際電影節（第7屆）  | 最佳女配角           | 宣萱       | 獲獎 |
| 澳門國際電影節（第7屆）  | 最佳新人             | 陳沁霖     | 獲獎 |
| 澳門國際電影節（第7屆）  | 最佳編劇             | 張爵西     | 獲獎 |
| 馬來西亞電影節（第28屆） | 最佳電影（非馬來片） |            | 入圍 |
| 馬來西亞電影節（第28屆） | 最佳新導演           |            | 入圍 |
| 馬來西亞電影節（第28屆） | 最佳導演（非馬來片） |            | 入圍 |
| 馬來西亞電影節（第28屆） | 最佳劇本             |            | 入圍 |
| 馬來西亞電影節（第28屆） | 最佳原創故事         |            | 入圍 |
| 馬來西亞電影節（第28屆） | 最佳童星             |            | 入圍 |
| 馬來西亞電影節（第28屆） | 最佳造型             |            | 入圍 |
| 馬來西亞電影節（第28屆） | 最佳美術             |            | 入圍 |
| 馬來西亞電影節（第28屆） | 最佳剪輯             |            | 入圍 |
| 2016AIM 中文音樂頒獎典禮 | 最佳電視劇/電影歌曲  | 《小天地》 | 入圍 |

## 分級
| 國家/地區 | 分級   |
| 马来西亚  | U      |
| 新加坡    | PG     |
| 台灣      | 普遍级 |
| 香港      | I級    |

## 外部連結
- 我來自紐約的Facebook專頁
- 互联网电影数据库（IMDb）上《我來自紐約》的资料（英文）
- 《我來自紐約 （页面存档备份，存于）》在香港雅虎的電影頁面（繁體中文）
- 香港影庫上《我來自紐約》的資料（繁體中文）
- 開眼電影網上《我來自紐約》的資料（繁體中文）
- 时光网上《我來自紐約》的資料（简体中文）
- 豆瓣电影上《我來自紐約》的資料 （简体中文）

| 台灣 衛視電影台 週六晚間9點全台首播 |
| ----------------------------------- |
| 我來自紐約 2016.09.10               |

| 马来西亚 八度空间 8 1/2影院 週六晚間8点30分 |
| ------------------------------------------- |
| 我來自紐約 2018.06.16                       |